# 세계무술연맹

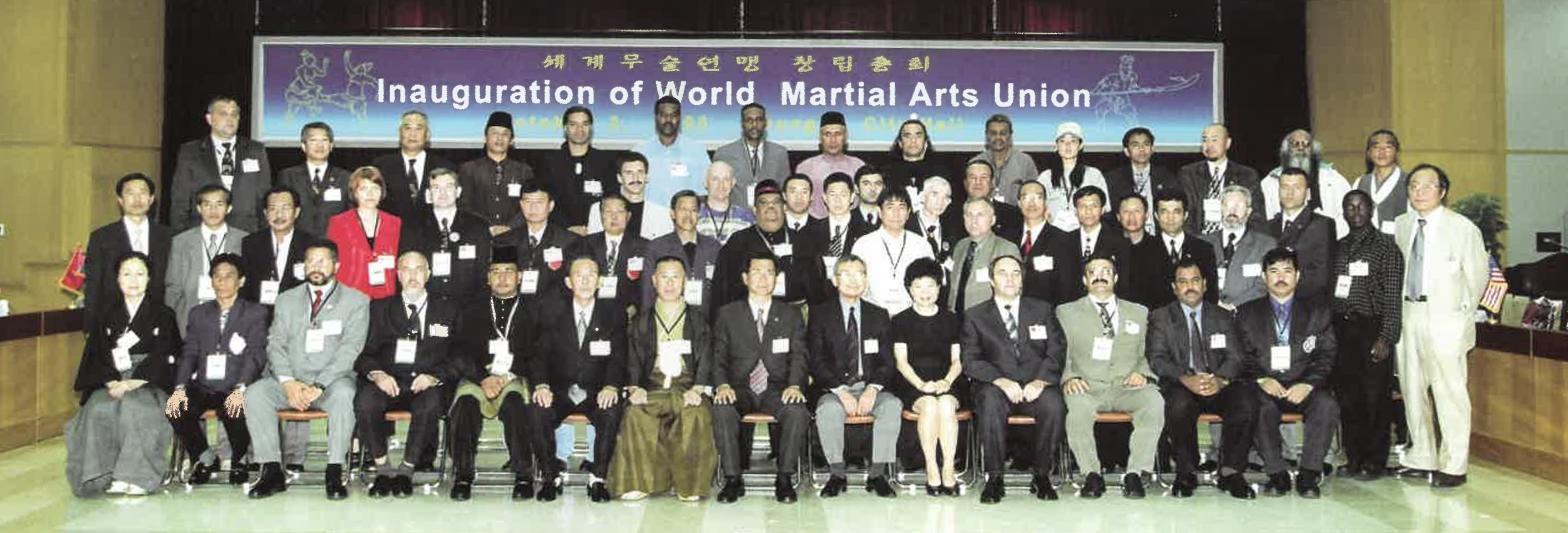
2002년 10월 2일 창립회원

세계무술연맹(World Martial Arts Union ; WoMAU)은 외교부 산하 비영리 사단법인으로 허가받은 국제 민간기구로서, 유네스코의 공식 협력 NGO이자 무형문화유산 보호 협약 정부간위원회 자문 NGO이며, 2021년 현재 46개국 67개 무술 단체가 회원으로 등록되어 있다.

## 창립
세계무술연맹(World Martial Arts Union ; WoMAU)은 국가 무형문화재로 지정된 택견의 보존과 홍보를 위해 1998년부터 개최되기 시작한 충주무술축제가 세계축제로 발전되면서 2002년 10월 2일 축제에 참여한 26개국 28개 무술단체들이 무술이 지닌 평화와 정의의 가치를 확산시키는 세계무술공동체의 중심기구 역할을 하자는 데 합의하면서 창립되었다.

## 발전
이 후 매년 충주에서 정기적으로 개최되는 총회와 축제, 세미나 등과 같은 다양한 국제무술교류 사업을 통해 전통무술을 보존하고 홍보해왔다. 그러한 활동의 연장선상에서 세계무술연맹은 유네스코(UNESCO)를 노크하여 세계  최초의  무술분야 유네스코 비정부기구(NGO)(2009년 유네스코협의체 지위 공식 파트너 및 2010년에는 정부간 무형문화재보호위원회의 자문 NGO로 인가)가 되었다. 이것을 계기로 연맹은 유네스코에 무술 또한 인류 문화의 한 부분이라는 인식의 변화를 일으키며 전통 무예 또한 인류의 소중한 문화유산으로서 보존되어야 한다는 인식이 확산되는 역사적 전환점이 되었다.
또한 정부차원에서 유네스코 국제무술활동을 선도하고자 2011년 국제무예센터(ICM) 설립을 정부에 건의하였고 설립되기까지의 전 과정에서 실질적인 업무를 도맡아 마침내 한국에 유네스코 카테고리 2기관이 들어설 수 있게 했다.
나아가 최근에는 세계 회원 네트워크를 바탕으로 세계무술계의 중심 역할이라는 설립목표를 궤도에 올려놓기 위해 유네스코와의 사업협력을 모색하면서 유네스코에 등재된 무술들을 대표하는 단체들로 구성된 유네스코 등재무술진흥위원회를 구성하여 국제교류사업을 시작하였다.

## 현재
2021년 1월 현재 WoMAU의 회원은 46개국 67개의 단체로 구성되어 있다.

## 조직 구성
최상위 의결기구로 총회(의장1&부의장6)가 있으며, 그 밑에 이사회(이사16&감사1)를 둔다.
총재를 필두로 한 사무국에는 사무총장 등 8명의 상주직원이 있다.

## 주요 활동
- 전통 무술에 관한 정보 및 자료의 수집·교환·전파, 세미나와 학술회의 등 조사연구
- 국내외 무술대회 개최 및 지원
- 유네스코 등 국제기구와의 협력
- 국제무예센터(ICM)와 세계무예마스터십조직위원회(WMC) 등 관계기관과의 협력

## 연혁
연혁은 다음과 같다.
2018년 10월 26일 유네스코 등재무술 진흥위원회 구성
2015년 1월 1일 정화태(전 라오스 대사) 총재 취임
2013~2017년 문체부 공적개발원조(ODA)사업 문화동반자(CPI)프로그램 운영
2011년 11월 26일 택견 유네스코 인류무형유산 대표목록 등재 지원
2011~2015년 유네스코 국제무예센터 설립추진단 운영
2010년 6월 23일 유네스코 무형문화유산 보호 협약 정부간위원회 자문기구(Advisory NGO) 지위 획득
2009년 4월 24일 유네스코 실무관계기구(Operational Relationship NGO) 지위 획득 (2012년 명칭 변경: Consultative Partnership)
2008년 6월 25일 비영리 사단법인 설립 허가 (외교통상부 제581호)
2003년 3월 25일 비영리 민간단체 등록 (외교부 제36호)
2002년 10월 2일 세계무술연맹 발족, 창립 총회, 소병용(전 UN대사) 초대 총재 취임